# Centro Europeo de Operaciones Espaciales

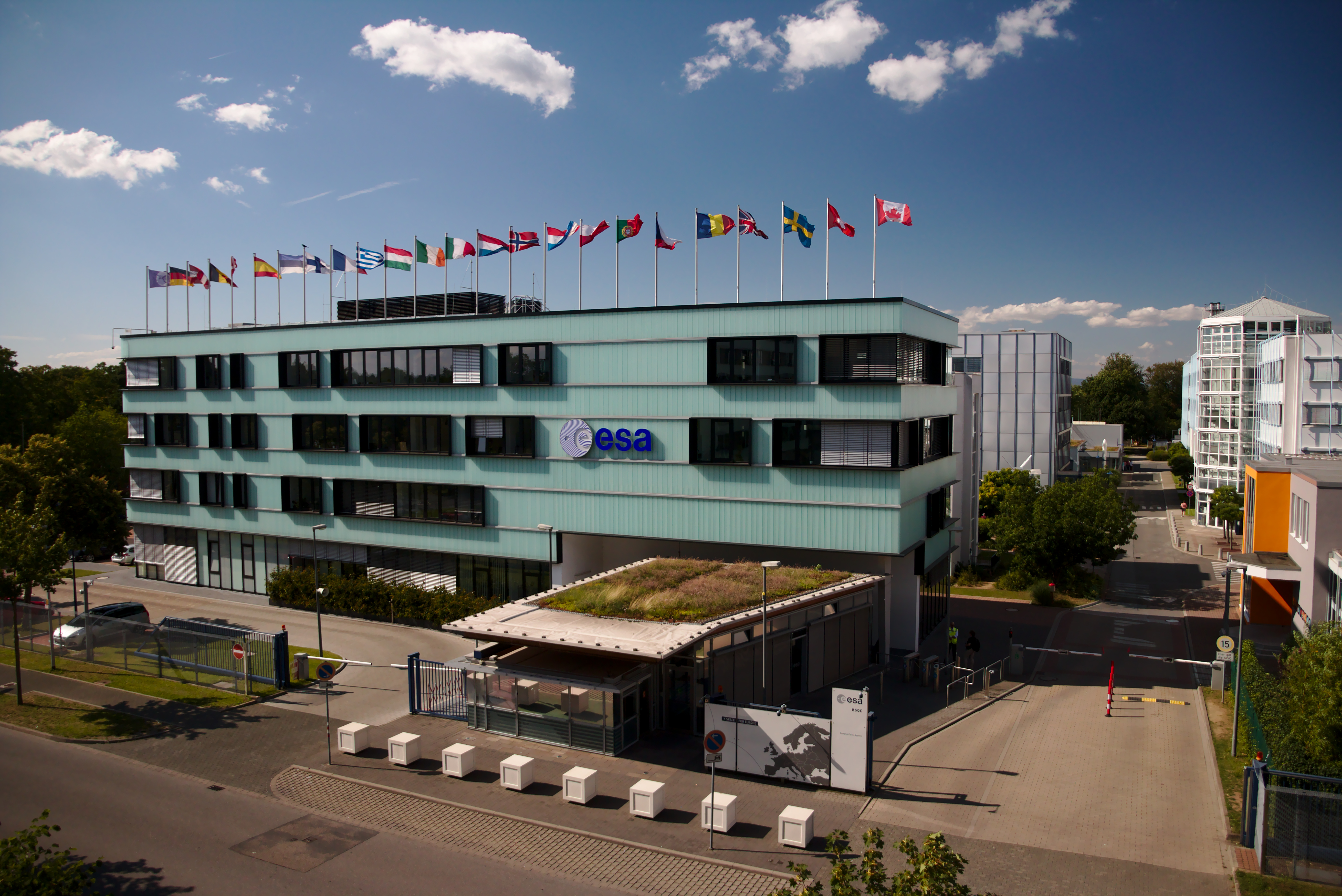
Entrada al ESOC, Darmstadt.

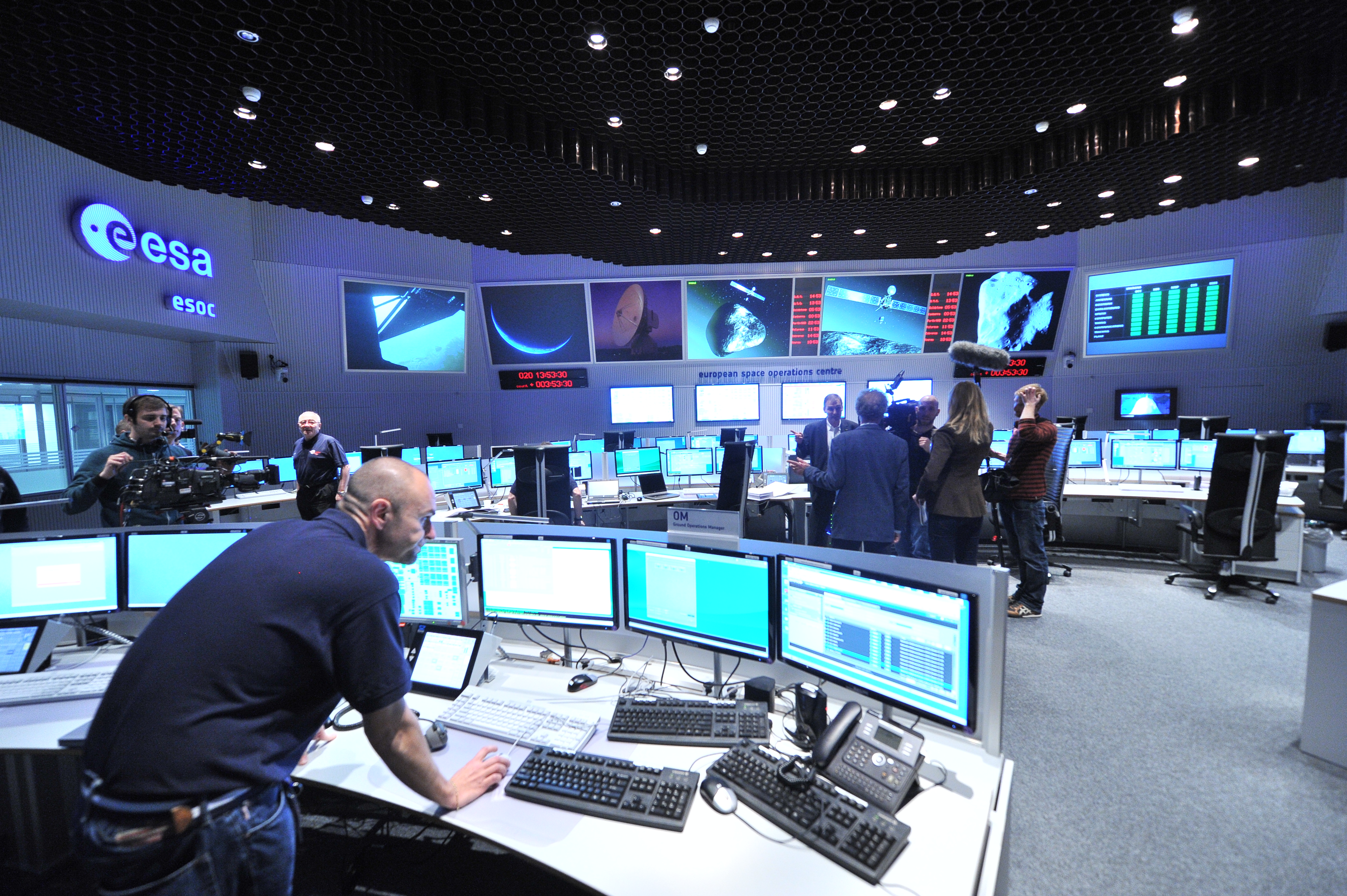
Sala de control del ESOC.

El Centro Europeo de Operaciones Espaciales o ESOC (por las siglas en inglés de European Space Operations Centre) es el centro de control encargado de los satélites y de las sondas espaciales de la Agencia Espacial Europea (ESA). Está situado en la Robert-Bosch-Strasse en Darmstadt, Alemania. 
El ESOC es el centro de control de la mayoría de los proyectos espaciales de la ESA, aunque en el centro también se encuentra el Centro de Control de Instalaciones Terrestres (GFCC, "Ground Facilities Control Centre" en inglés), responsable del control remoto de la red de antenas y estaciones en tierra ESTRACK.

## Proyectos

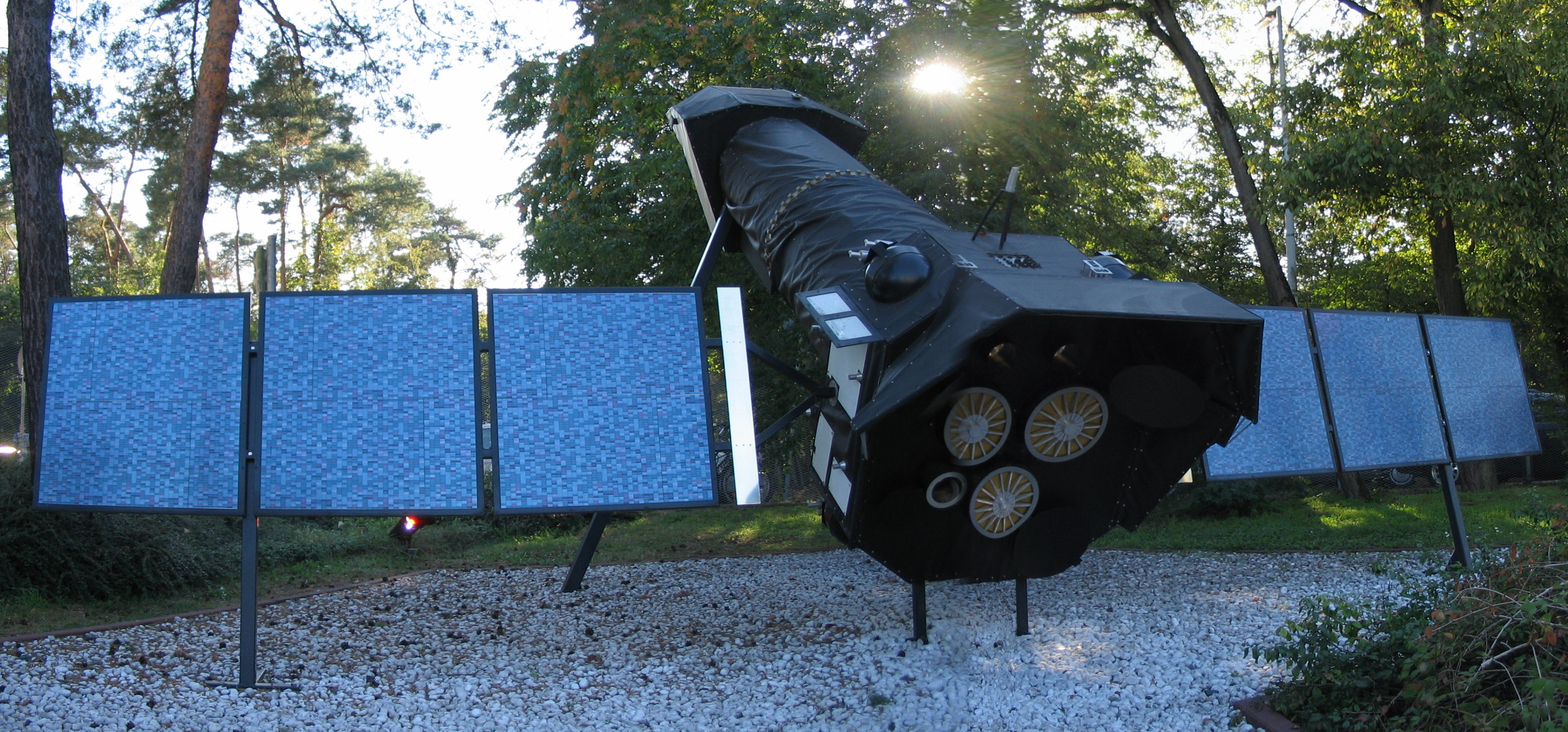
Maqueta del satélite de rayos X XMM-Newton en el ESOC de Darmstadt.

Las últimas misiones de importancia que se iniciaron y supervisaron desde el ESOC fueron la Smart-1, Mars Express (MEX), Venus Express (VEX), Rosetta y la Huygens.
El MetOp-1 fue recientemente vigilado mediante el LEOP, luego pasó a manos del EUMETSAT. 
En la actualidad, el ESOC maneja los siguientes satélites: Envisat, ERS-2, Integral, XMM-Newton, Rosetta, Mars Express, Venus Express y Cluster.
Algunos de los proyectos en proceso son: GOCE, LISA Pathfinder, Cryosat-2, Aeolus, Herschel-Planck, SWARM y Gaia.
El ESOC también es el responsable del desarrollo de la infraestructura tecnológica que se necesita para servir de apoyo tanto a las misiones ya existentes como a las planeadas. Posiblemente uno de sus instrumentos de trabajo más importante es el Software de Operaciones y Control Espacial ("Space Control and Operations Software", SCOS-2000, en inglés); que se trata de una infraestructura de software adaptable para la visualización y el control de diversas aeronaves y vehículos espaciales.